# Kościół św. Andrzeja Boboli w Szczecinie
Kościół św. Andrzeja Boboli w Szczecinie – modernistyczny kościół rzymskokatolicki w Szczecinie, na osiedlu Turzyn, przy ul. Pocztowej.

## Architektura
Projekt kościoła powstał w roku 1928, autorem był szczeciński architekt Adolf Thesmacher. Prace budowlane rozpoczęły się w 1932, w następnym roku budynek kościoła ukończono. Kościół jest w stylu modernistycznym, dwupoziomowy, pseudobazylikowy, z wysoką wieżą, kryty dachem dwuspadowym. Strefa wejściowa akcentowana czterema masywnymi pilastrami. Daje się zauważyć pewne delikatne odwołania do stylistyki romanizmu, przetworzonej przez język modernistyczny.
W 1964 wymieniono parkiet na posadzkę kamienną, a w 1969 posadowiono nowe ołtarze. Rok później wykonano mozaikę w prezbiterium, nowy ołtarz główny i tabernakulum. W 1989 pokryto dach nową blachą miedzianą. W 1994 zainstalowano nowe oświetlenie i wymieniono instalację centralnego ogrzewania.

## Historia parafii
W okresie przedwojennym budynek należał do kościoła ewangelickiego (luterańskiego), pierwszym pastorem był J. Ahnke.
W kwietniu 1945 pierwszy powojenny prezydent Szczecina – Piotr Zaremba wystąpił do abpa Walentego Dymka o zapewnienie obsługi duszpasterskiej coraz liczniej przybywającym do miasta osadnikom polskim. W odpowiedzi, już w czerwcu przybyli do miasta pierwsi jezuici (pierwszym był o. Sebastian Matczak). Po różnego rodzaju perturbacjach z władzami komunistycznymi, a także nieudanych zabiegach o pozyskanie kościoła św. Piotra i Pawła, uruchamiają kościół pod wezwaniem św. Andrzeja Boboli. Poświęcenie świątyni odbyło się 1 października 1945, a erygowanie parafii – 1 marca 1946. W ciągu tego roku odbyły się poważne prace związane z odbudową i naprawami budynku kościoła.
W 1952 nastąpiło poświęcenie kościoła dolnego – przeznaczonego głównie dla obsługi duszpasterskiej dzieci i młodzieży. W tym też roku przebywał w parafii kardynał Stefan Wyszyński. 31 stycznia 1955 jezuici zostali zmuszeni przez władze komunistyczne do opuszczenia Szczecina pod zarzutami złego oddziaływania na młodzież i inteligencję, co wywołało protest mieszkańców i petycję do władz. Decyzję uznano za nieuzasadnioną dopiero w październiku 1957.
W 1967 przebywał w parafii Agostino Casaroli – wysłannik Watykanu do spraw rozmów z rządem PRL.
W 1978, po konfliktach z władzami, Szczecin opuścił bezkompromisowy duszpasterz akademicki – o. Hubert Czuma. W czasie stanu wojennego kościół był ważnym ogniwem dystrybucji pomocy zagranicznej, a wielu parafian trafiło do obozów internowania.
W 1989 odsłonięto przed świątynią pamiątkową tablicę poświęconą podziemnej Solidarności na terenie Szczecina.
Od 1993 parafia wydaje nieregularne czasopismo pod tytułem Biuletyn Parafii św. Andrzeja Boboli w Szczecinie.
W 1995 odbyły się uroczystości z okazji 50-lecia obecności jezuitów w Szczecinie pod przewodnictwem abpa Mariana Przykuckiego.
16 maja 2020 roku kościół parafialny św. Andrzeja Boboli został podniesiony do rangi sanktuarium.

## Galeria

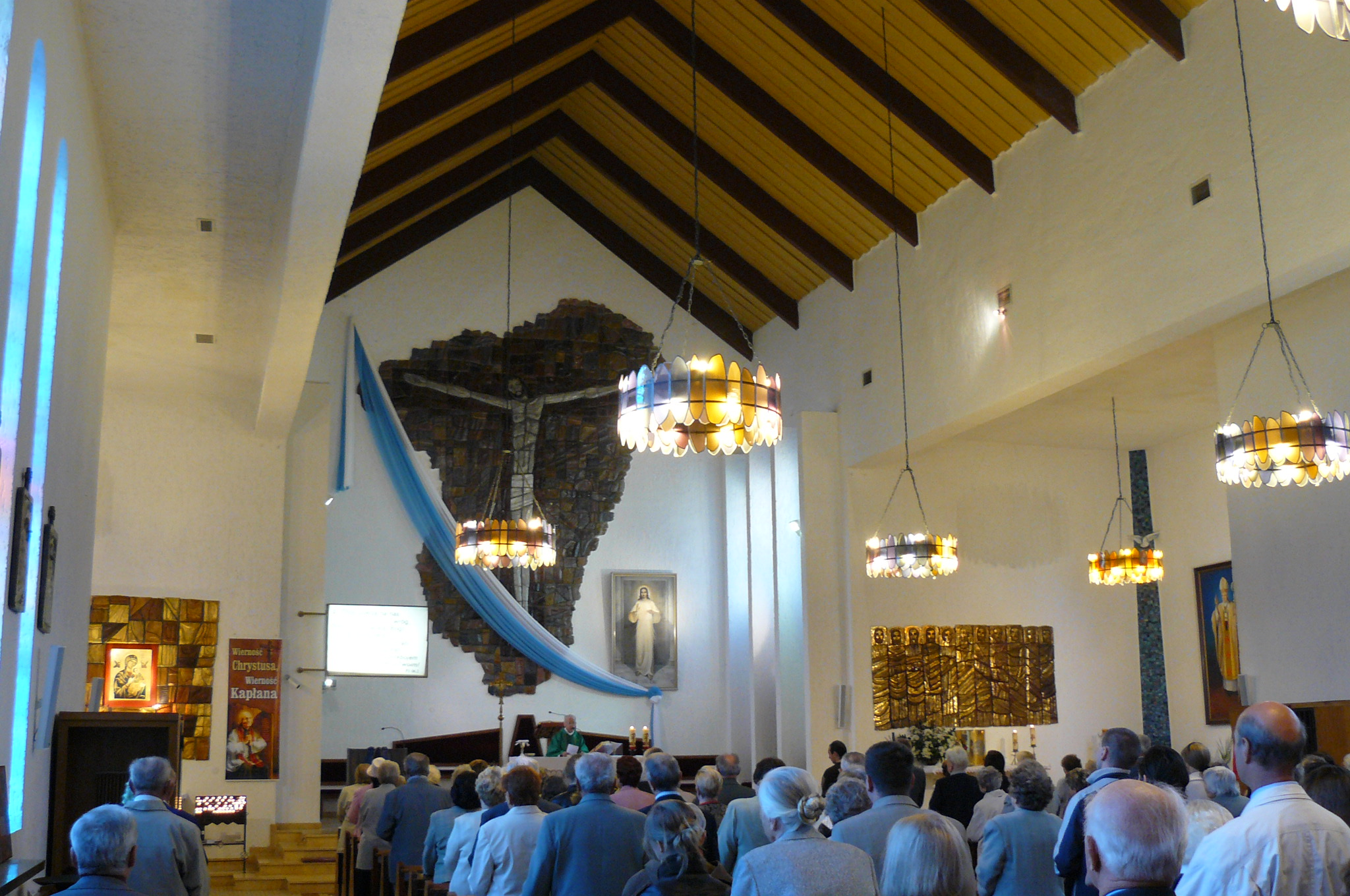
Wnętrze z ołtarzem
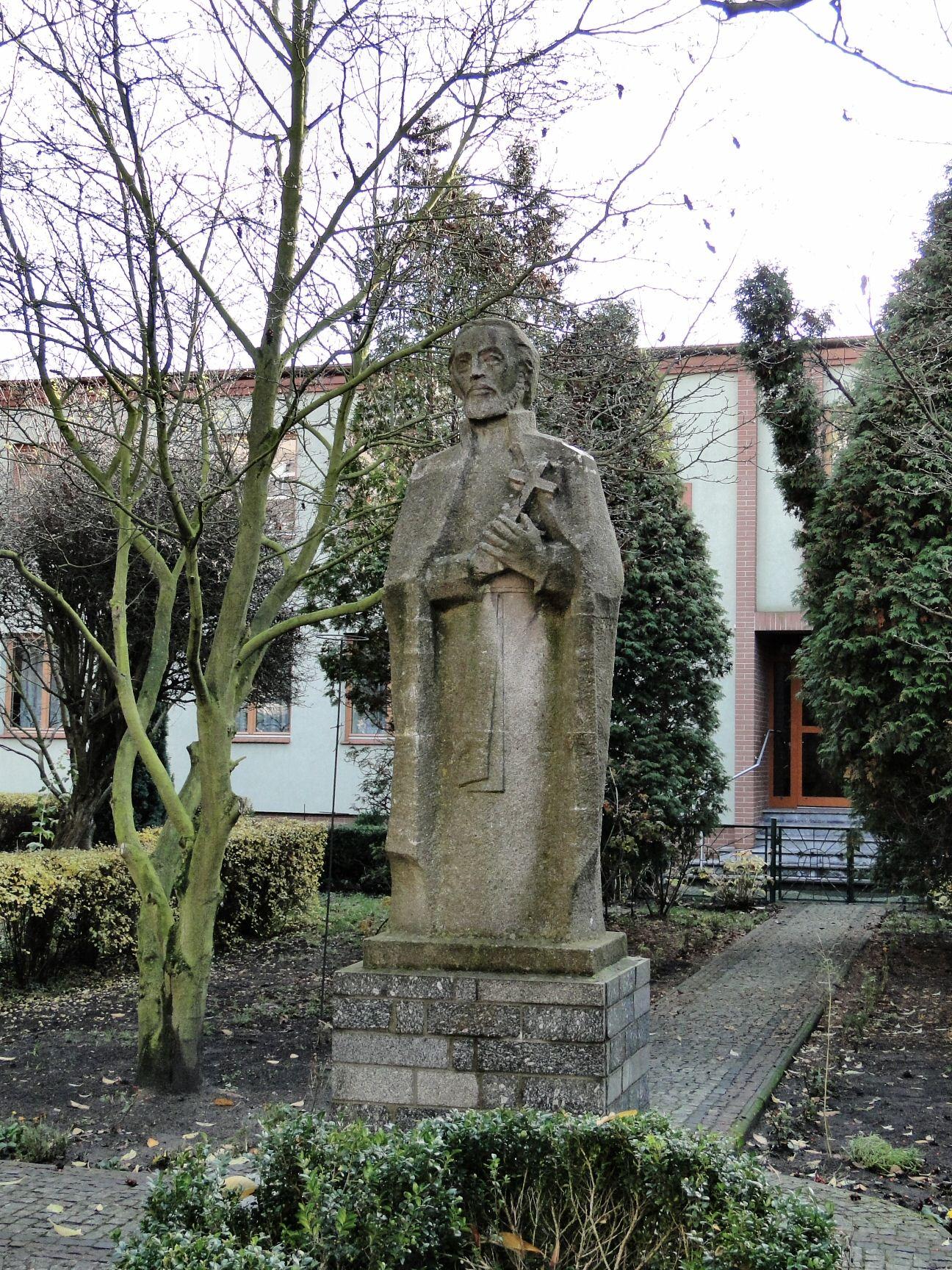
Pomnik św. Andrzeja Boboli przy kościele